# Solenopsis wagneri
Solenopsis wagneri es una especie de hormiga del género Solenopsis, subfamilia Myrmicinae. El sinónimo aceptado actualmente es Solenopsis invicta.